# Witold Gerutto
Witold Gerutto   (Harbin, 1 d'octubre de 1912 - Konstancin-Jeziorna, 13 d'octubre de 1973), a vegades escrit Gierutto, va ser un atleta polonès, especialista en el decatló, que va competir durant les dècades de 1930 i 1940.
El 1938 es va graduar a la Facultat de Dret de la Universitat de Varsòvia. Aquell mateix any guanyà la medalla de plata del decatló al Campionat d'Europa d'atletisme. Abans de la Segona Guerra Mundial guanyà nou campionats nacionals en diferents especialitats. Un cop finalitzada la guerra va reprendre l'activitat esportiva i el 1948 va prendre part en els Jocs Olímpics d'Estiu de Londres, on va disputar dues proves del programa d'atletisme. Fou desè en la prova del llançament de pes i dinovè en el decatló. En aquesta segona part de la seva carrera esportiva guanyà vuit campionats nacionals més, per fer un total de disset títols nacionals.
Un cop retirat ocupà diversos càrrecs de responsabilitat a la Federació Polonesa d'Atletisme, al Comitè Olímpic Polonès, la IAAF i l'Associació Europea d'Atletisme.

## Millors marques
- Llançament de pes. 16,02 metres (1939)
- Decatló. 7.006 punts (1938)[3]